# Omineca (folyó)
Az Omineca folyó Kanadában, Brit Columbia északi részén. A Peace folyó vízgyűjtő területéhez tartozik. Eredetileg a Finlay mellékfolyója volt, de a Williston-tó létrehozása óta oda ömlik.
Mellékfolyói:
- Ominicetla patak
- Germansen patak
- Osilinka folyó
- Mesilinka folyó

## Fordítás
Ez a szócikk részben vagy egészben  az   Omineca River című angol Wikipédia-szócikk ezen változatának fordításán alapul.  Az eredeti cikk szerkesztőit annak laptörténete sorolja fel. Ez a jelzés csupán a megfogalmazás eredetét és a szerzői jogokat jelzi, nem szolgál a cikkben szereplő információk forrásmegjelöléseként.